# Knights of the White Camelia
Knights of the White Camelia (KWC)  (englisch für: Ritter der weißen Kamelie) war ein US-amerikanischer Geheimbund, ähnlich dem Ku-Klux-Klan, der vor allem in Louisiana in der Zeit nach dem Sezessionskrieg (1861–1865) während der sogenannten Reconstruction aktiv war. Der Bund lehnte die Republikanische Partei ab und verstand sich als Gruppe, die für White Supremacy einstand. Ähnlich organisiert wie der Ku-Klux-Klan, wenn auch etwas weniger militant, wurde diese Organisation häufig mit ihm verwechselt. Wie der erste Klan unterstützte er die Demokratische Partei und kämpfte gegen die sogenannten Carpetbagger, Nordstaatler, die nach dem Sezessionskrieg in den unterlegenen Süden kamen, um Geschäfte zu machen. Zu der damaligen Zeit vertrat die Demokratische Partei reaktionäre Ansichten und die Republikanische Partei, die Partei Abraham Lincolns, stand für progressive Ansichten.

## Geschichte
Die Knights of the White Camelia wurden im Mai 1867 vom Südstaaten-Colonel Alcibiades DeBlanc in New Orleans gegründet. Sie verbreiteten sich vor allem im tiefsten Süden der Vereinigten Staaten, von der Mitte Texas bis zu North Carolina und South Carolina. Sie bestritten jede Verbindung mit dem Klan, hatten aber ähnliche Rituale und eine ähnliche Struktur. Der Name leitet sich von einer schneeweißen Blume aus der Gattung der Kamelien ab und sollte dementsprechend ein Verweis auf die Hautfarbe ihrer Mitglieder sein.
Die Organisation vollzog sich in Ortsgruppen, den Konzilen, wobei jedes Konzil zwischen fünf bis mehreren hundert Mitgliedern umfassen konnte. Jedes Konzil hatte an der Spitze einen „Commander“ und dessen Stellvertreter, den „Lieutenant Commander“. Weitere hochrangige Mitglieder waren der „Guard“ (Wächter), „Secretary“ (Sekretär) und „Treasurer“ (Schatzmeister). Alle Posten wurden einmal im Jahr durch Wahl besetzt. Geplant war die Einrichtung mehrerer „State Councils“ sowie eines Superkonzils, das die Organisation als Ganzes repräsentieren sollte. Durch die kurze Dauer des Bestehens wurden diese Stufen jedoch nie erreicht.
Wie der Ku-Klux-Klan versuchte der KWC seine Gegner vor allem durch Einschüchterung zu besiegen. Ziele waren Republikaner und Schwarze. Das Vorgehen reichte von Bedrohung, Auspeitschen bis hin zum Mord, allerdings in einem geringeren Umfang als beim Klan. Die Personen wurden entweder in die Demokratische Partei gezwungen oder sollten an diese über sogenannte „Protection Papers“ Schutzgeld bezahlen. Der Einfluss der KWC führte dazu, dass in Louisiana, einem der Hauptgebiete des KWC, die Menschen bei der Präsidentschaftswahl von 1868 mit 99 % zugunsten von Horatio Seymour votierten, der auf Bundesebene aber trotzdem gegen Ulysses S. Grant verlor. In dem Wahljahr wurden außerdem zwischen 700 und 1.000 Morde begangen, woran sowohl der KWC als auch der Klan einen hohen Anteil hatten.
Insgesamt war der Geheimbund offener, so gaben ihre Mitglieder auch vor Außenstehenden zu, den Knights anzugehören. Von der Sozialstruktur her waren vor allem bessergestellte Personen, so zum Beispiel Journalisten, Anwälte und auch Politiker Mitglied in dem Bund. Die Knights existierten von 1867 bis 1869, doch die fehlende Militanz ließ viele Mitglieder zum Klan oder zur White League wechseln. Nachdem eine Zeitung der Republikaner ihre geheimen Rituale, Passwörter und Erkennungszeichen offengelegt hatte, lösten sich die Knights zwischen 1869 und 1870 auf.
Heute existieren verschiedene Organisationen unter dem Namen „Knights of the White Camelia“ oder „Knights of the White Kamelia“, die mit der ursprünglichen Organisation wenig gemeinsam haben und meistens Abspaltungen aus dem Ku-Klux-Klan sind.